# Mithraism

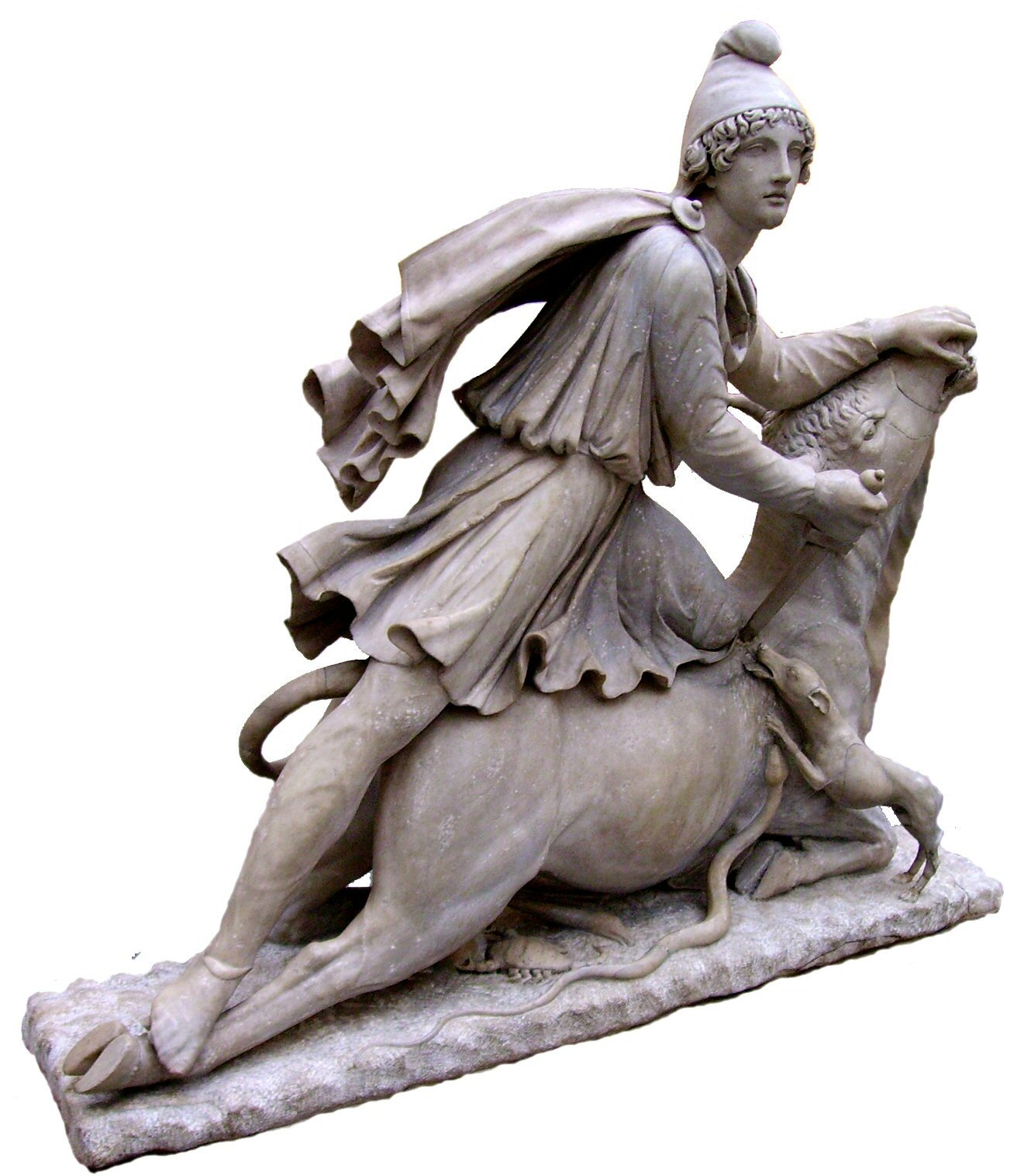
Mithras utför ett tjuroffer, vilket var den centrala riten i religionen.

Mithraism var en mysteriekult (religion) i den sena Romarriket som kretsade kring dyrkandet av guden Mithras, som var föremål för kult även i flera andra religiösa miljöer än de romerska mithrasmysterierna.
Romarna adopterade guden Mithras från det gamla Persien och Anatolien, men den form som mithraskulten tog i Romarriket från och med ca 80 e.Kr. (då den nämns av Statius och då det började byggas mithreer) skilde sig på många punkter från de former av mithraskult som tidigare hade funnits i Persien och Anatolien, exempelvis det nydanande bruket av ett mithreum som samlingslokal, bruket av en tjurdödarmyt och bruket av sju initiatoriska grader eller ordinationer.
Inga skrifter författade av mithrasmysteriernas egna utövare har bevarats. Historiker är därför hänvisade till att basera sin tolkning av mithrasmysteriernas innehåll på däremot rikhaltiga bevarade konstföremål, främst reliefer, som avbildar Mithras födelse som fullvuxen ur en klippa, hans bågskytte mot en klippa som börjar spruta vatten, hans slakt av en kosmisk urtjur med Mångudinnan, Solguden, Cautes och Cautopates som vittnen, hans måltid tillsammans med sin vän Solguden, samt hans himlaresa i en flygande vagn. Ett annat, i mithreerna förekommande, konstföremål avbildar en lejonhövdad bevingad man omslingrad av ormar. Cumont tolkade i början av 1900-talet denna bild som en representation av Aion, hellenismens tidsgud, men då några av dessa bilder bär inskriptionen Arimanios, tenderar de senaste decenniernas forskningsläge att tolka den lejonhövdade gestalten som en helleniserad omtolkning av Ahriman, en personifikation av ondskan i persisk religion. 
I de egyptiska magiska papyrerna finns en svårtolkad ritualtext som omnämner Mithras, Aion, Zeus, Ares, Helios, judendomens Gud och ett antal synkretistiska ödesgudar, och som därför brukar kallas för "Mithrasliturgin". Innehållet i denna mithrasliturgi skiljer sig dock avsevärt från det mytmaterial som skildras på mithreernas konstföremål. Mithrasliturgin härrör därför sannolikt från en annan religiös miljö än mithrasmysteriernas romerska form.